# Lansdowne (Maryland)
Lansdowne – jednostka osadnicza w Stanach Zjednoczonych, w stanie Maryland, w hrabstwie Baltimore.